# Landbouwkrediet-Tönissteiner/Saison 2008
Mannschaft und Erfolge des Team Landbouwkrediet-Tönissteiner in der Saison 2008.

## Erfolge

### Erfolge in der UCI Europe Tour
| Datum      | Rennen                       | Fahrer     |
| ---------- | ---------------------------- | ---------- |
| 6. Februar | 1. Etappe Étoile de Bessèges | Jan Kuyckx |

## Mannschaft

### Zugänge – Abgänge
| Zugänge               | Team 2007               | Abgänge                 | Team 2008          |
| --------------------- | ----------------------- | ----------------------- | ------------------ |
| Tom Steels            | Predictor-Lotto         | James Vanlandschoot     | Mitsubishi-Jartazi |
| Sébastien Delfosse    | Pôle Continental Wallon | Sjef De Wilde           | Willems Veranda    |
| Dirk Bellemakers      | Van Vliet-EBH-Advocaten | Frédéric Gabriel        | Unbekannt          |
| Benjamin Gourgue      | Ex-Profi (PCW 2006)     | Jean-Claude Lebeau      | Unbekannt          |
| Ian Stannard          | Neoprofi                | David Verheyen          | Unbekannt          |
| Sven Nys (ab 1. Juni) | Rabobank Continental    | Tom Steels (bis 04.07.) | Karriereende       |

### Kader
| Name                | Geburtstag        | Nationalität           |
| ------------------- | ----------------- | ---------------------- |
| Frédéric Amorison   | 16. Februar 1978  | Belgien                |
| Dirk Bellemakers    | 19. Januar 1984   | Niederlande            |
| David Boucher       | 17. März 1980     | Frankreich             |
| Andy Cappelle       | 30. April 1979    | Belgien                |
| Ed Clancey          | 12. März 1985     | Vereinigtes Königreich |
| Bert De Waele       | 21. Juli 1975     | Belgien                |
| Sébastien Delfosse  | 29. November 1982 | Belgien                |
| Benjamin Gourgue    | 9. März 1986      | Belgien                |
| Steven Kleynen      | 22. Dezember 1977 | Belgien                |
| Jan Kuyckx          | 20. Mai 1979      | Belgien                |
| Paul Manning        | 6. November 1974  | Vereinigtes Königreich |
| Filip Meirhaeghe    | 5. März 1971      | Belgien                |
| Kevin Neirynck      | 16. November 1982 | Belgien                |
| Sven Nys            | 17. Juni 1976     | Belgien                |
| Rob Peeters         | 2. Juli 1985      | Belgien                |
| Bert Scheirlinckx   | 1. November 1974  | Belgien                |
| Nico Sijmens        | 1. April 1978     | Belgien                |
| Ian Stannard        | 25. Mai 1987      | Vereinigtes Königreich |
| Wouter Van Mechelen | 8. April 1981     | Belgien                |
| Stagiaires          | Stagiaires        | Nationalität           |
| Dieter Cappelle     | Dieter Cappelle   | Belgien                |
| Bjorn Coomans       | Bjorn Coomans     | Belgien                |
| Jelle Hanseeuw      | Jelle Hanseeuw    | Belgien                |